# Calcochloris
Calcochloris Mivart, 1867 è un genere di Crisocloridi comprendente tre specie:
- Sottogenere Calcochloris
  - Calcochloris obtusirostris - talpa dorata gialla
- Sottogenere Huetia
  - Calcochloris leucorhinus - talpa dorata del Congo
- incertae sedis
  - Calcochloris tytonis - talpa dorata somala